# RM (raper)
RM (wcześniej Rap Monster (kor. 랩몬스터); ur. 12 września 1994 w Goyang), właśc. Kim Nam-joon (hangul: 김남준) – południowokoreański raper, tekściarz i producent muzyczny. Obdarzony barytonowym głosem. Jest liderem i głównym raperem boysbandu BTS, należącego do wytwórni Big Hit Music. W 2015 roku wydał swój pierwszy solowy mixtape RM, 4 lata później wydał drugi mixtape mono, a następne 4 lata później wydał debiutancki album zatytułowany indigo. W maju 2024 wydał już swój drugi album Right Place, Wrong Person. RM wyróżnia się swoim dużym wkładem w pisanie i produkcję dyskografii BTS. Według danych na maj 2024, jest autorem 225 piosenek (wg Korea Music Copyright Association).

## Życiorys
Kim Nam-joon urodził się 12 września 1994 roku, w Dongjak-gu, w Korei Południowej, a dorastał w Ilsan-gu, gdzie jego rodzina przeprowadziła się, kiedy miał 4-5 lat. Ma młodszą siostrę.
Jako dziecko RM w dużej mierze nauczył się języka angielskiego poprzez oglądanie Przyjaciół ze swoją mamą. Jako uczeń aktywnie pisał poezję i często był nagradzany za swoje teksty. Publikował swoje prace na poetyckiej stronie internetowej przez mniej więcej rok, gdzie otrzymał umiarkowaną uwagę. Przez to RM zainteresował się i rozważał karierę literacką, ale ostatecznie zrezygnował z tego pomysłu. W wieku 11 lat zainteresował się muzyką hip-hopową po przesłuchaniu piosenki Epik High „Fly” w piątej klasie. Zauważył, że piosenka zapewniła mu komfort, i dlatego postanowił zagłębić się w ten gatunek. Po przedstawieniu mu amerykańskiego rapera Eminema przez swojego nauczyciela, RM zainteresował się liryzmem, drukował teksty, które uważał za „fajne” i dzielił się nimi ze znajomymi. RM przeniósł się wtedy na pisanie tekstów, stwierdzając, że jego poezja stała się tekstami, gdy została połączona z muzyką. W 2007 r., jako uczeń pierwszej klasy gimnazjum, RM zaczął rapować w lokalnych, amatorskich kręgach hip-hopowych, tworząc swoje pierwsze, samodzielnie skomponowane nagranie przy użyciu programu Adobe Audition (wówczas nazwanego Cool Edit). W 2008 r. wziął udział w swoim pierwszym koncercie. RM ostatecznie stał się bardziej aktywny na undergroundowej, koreańskiej scenie hip-hopowej, gdzie występował pod pseudonimem „Runch Randa”, wydając kilka utworów oraz współpracując z innymi undergroundowymi raperami, takimi jak Zico. Był członkiem undergroundowej koreańskiej ekipy hip-hopowej Daenamhyup, składającej się z członków Marvel J, l11ven, Supreme Boi, Iron, Kyum2, Kidoh, Samsoon, Illipse oraz DJ Snatch. Zespół był aktywny od 2009 do 2013 roku, chociaż RM nie uczestniczył w ostatnich latach jego aktywności ze względu na pracę w BTS.
RM na swoim koncie ma wiele znaczących osiągnięć akademickich. Osiągnął 850 punktów w TOEIC, kiedy był w gimnazjum. Był częścią górnej 1,3% krajowych przygotowawczych uniwersyteckich egzaminach wstępnych dla języka, matematyki, języka obcego oraz nauk społecznych, ma 148 IQ. Rodzice RM zdecydowanie sprzeciwiali się jego zainteresowaniu karierą muzyczną ze względu na jego dorobek naukowy i zdolności, dlatego początkowo RM postanowił odłożyć muzykę na bok, aby skupić się na nauce. Aby przekonań matkę, by ta pozwoliła mu zostać raperem, zapytał ją czy „chce mieć syna, który byłby pierwszorzędnym raperem, czy też ucznia który byłby na 5-tysięcznym miejscu”.
Biegle mówi w języku angielskim i japońskim, kontynuował naukę języka japońskiego po debiucie w Big Hit Entertainment, ponieważ wszyscy artyści z wytwórni otrzymali podstawowe lekcje tego języka.

## Pseudonim
RM wybrał swój pseudonim artystyczny „Rap Monster” podczas swojego stażu w wytwórni. Chociaż powszechnie błędnie interpretowano, iż nazwa ma oznaczać, że „rapuje jak potwór”, w rzeczywistości wywodzi się ona z tekstu piosenki, którą napisał, zainspirowany „Rap Genius” Sana E. Tekst zawierał fragment, w którym San E deklaruje, że powinien być nazywany „rapowym potworem”, ponieważ „rapuje non-stop”. Przyjął ten pseudonim, ponieważ uznał, że jest „fajny”.
RM opisał siebie jako osobę mającą mieszaną relację ze swoim pseudonimem, czując, że nie został on wybrany ze względu na to, że ma dla niego „niesamowitą wartość”.
RM formalnie zmienił swój pseudonim artystyczny na „RM” w listopadzie 2017 roku, stwierdzając, że „Rap Monster” nie reprezentuje już tego kim jest ani muzyki, którą tworzy. W wywiadzie dla Entertainment Tonight RM stwierdził, że „[ten pseudonim] może symbolizować wiele rzeczy. Może mieć więcej obliczy”. „Real Me” zostało podane jako możliwe aktualne znaczenie.

## Kariera

### 2010–2013: Big Hit Entertainment i debiut z BTS
W 2009 r. RM wziął udział w przesłuchaniu do Big Deal Records, pomyślnie przechodząc pierwszą rundę razem z Samuelem Seo, ale nie zdał drugiej części, ponieważ zapomniał wszystkich słów. Jednak po przesłuchaniu raper Sleepy wymienił dane kontaktowe z RM, o którym później wspomniał producentowi Big Hit Entertainment, Pdoggowi. W 2010 r. Sleepy skontaktował się z RM zachęcając go do pójścia na przesłuchanie do dyrektora generalnego Big Hit Bang Si-hyuka. Bang zaoferował mu miejsce w wytwórni i, bez wiedzy rodziców, RM natychmiast przyjął ofertę. Spowodowało to że Bang i Pdogg rozpoczęli pracę nad utworzeniem grupy hip-hopowej, która ostatecznie stała się grupą idoli: BTS. RM dołączył do Big Hit Entertainment wkrótce po ukończeniu 16 lat.

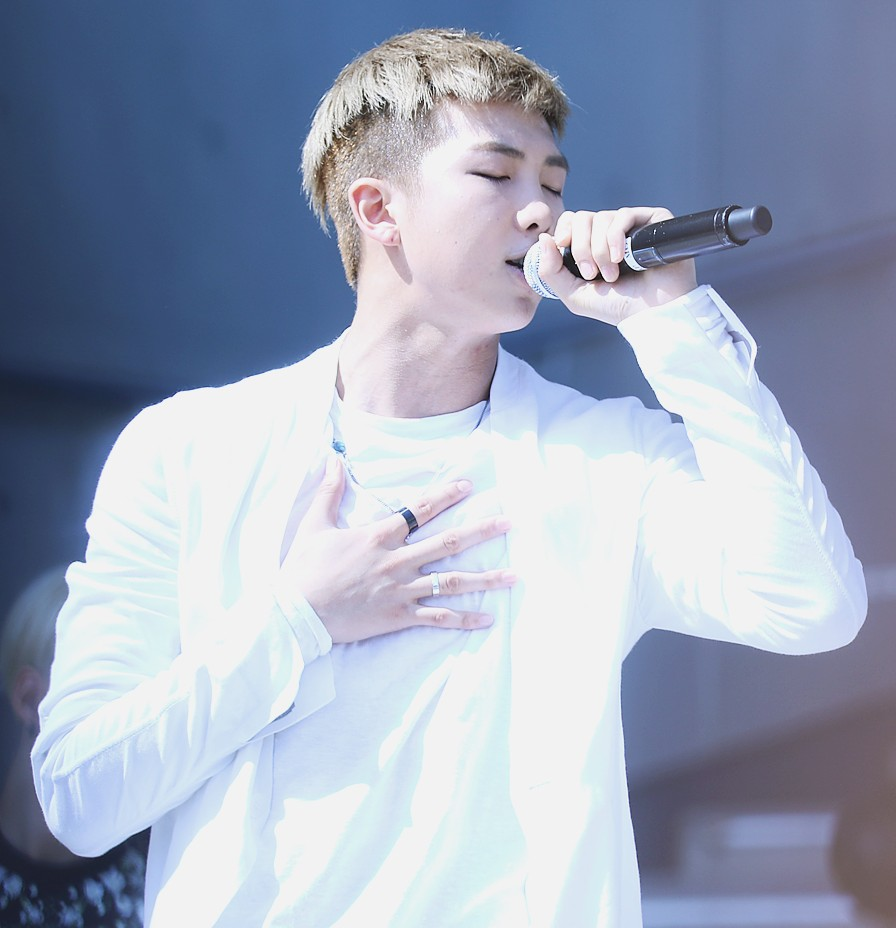
RM podczas pokazu For You w Tokio, 20 czerwca 2015

Podczas swojej kariery idola zapisał się na Global Cyber University. Od 2020 r. jest zarejestrowany jako student w Hanyang Cyber University, gdzie stara się o tytuł magistra administracji biznesowej w dziedzinie reklamy i mediów.
RM trenował przez 3 lata z innym raperem Min Yoon-gim i tancerzem Jung Ho-seokiem, którzy później stali się znani jako Suga i J-Hope w BTS. Podczas trzyletniego stażu RM wystąpił w pięciu pre-debiutanckich utworach przypisanych BTS w 2010 i 2011 roku. Pracował również jako tekściarz dla girlsbandu Glam i pomógł napisać ich debiutancki singiel, „Party (XXO)”, piosenkę otwarcie pro-LGBTQ, która została uznana przez Billboard za „jedną z najbardziej przyszłościowych piosenek wśród dziewczęcych grup K-popu ostatniej dekady”. 13 czerwca 2013 r. zadebiutował w BTS i od tamtej pory wyprodukował i napisał teksty do wielu utworów na wszystkich albumach BTS. 29 sierpnia 2013 r. RM wykonał intro do pierwszego rozszerzonego wydania BTS O!RUL8,2?, który został wydany jako zwiastun przed wydaniem EP z 11 września i oznaczył swoje pierwsze solo zbiorczo jako „BTS”.

### 2014–2016: Pierwsze solowe współprace,Problematic Men i RM
5 sierpnia 2014 r. Big Hit Entertainment wypuściło zwiastun pierwszego albumu studyjnego BTS Dark & Wild, który miał zostać wydany 20 sierpnia. Utwór rapowy, później wydany zbiorowo w ramach „Intro: What Am I to You?” BTS, był solowo wykonany przez RM. Poprzez reality show American Hustle Life, które było używane do produkcji Dark & Wild, RM nawiązał współpracę z Warrenem G, który zaoferował BTS beat. W wywiadzie dla magazynu Hip Hop Playa Warren G stwierdził, że zaprzyjaźnił się z BTS poprzez program i utrzymywał kontakt z zespołem po ich powrocie do Korei Południowej. 4 marca 2015 r. RM wydał singiel z Warrenem G, „P.D.D (Please Don't Die)” przed swoim pierwszym solowym mixtapem RM, po ofercie Warrena odnośnie do współpracy. Ten utwór odzwierciedla jak RM czuł się wobec tych, którzy go nienawidzili i krytykowali w tamtym czasie.
Tego samego marca RM współpracował z hip-hopową grupą MFBTY razem z EE i Dino J w utworze „Bucku Bucku”. Wystąpił w teledysku do „Bucku Bucku” a także wystąpił w innym teledysku MFBTY do piosenki „Bang Diggy Bang Bang”. RM po raz pierwszy nawiązał trwałą współpracę z członkiem MFBTY Tigerem JK podczas programu telewizyjnego w 2013 roku, kiedy Tiger JK promował swoją piosenkę „The Cure”, mówiąc raperowi, że dorastał, słuchając jego muzyki.
RM był stałym gościem w Koreańskim programie rozrywkowym Problematic Men, gdzie członkowie obsady otrzymują do rozwiązania różnorodne łamigłówki i zadania i w tym samym czasie rozmawiają o swoich przemyśleniach i doświadczeniach. Program wystartował 26 lutego 2015 r., jednak RM opuścił program po 22 odcinkach z powodu trasy koncertowej Red Bullet BTS.
17 marca 2015 roku RM wydał swój pierwszy solowy mixtape, RM, który osiągnął 48. miejsce na liście „50 Best Hip Hop Albums of 2015” magazynu „Spin”. Mixtape poruszył wiele tematów takich jak przeszłość RM w utworze „Voice” oraz koncepcje „ty jesteś sobą, a ja jestem mną” w utworze „Do You”. Omawiając swoją pracę przy utworze „God Rap”, RM określił siebie jako ateistę, wierząc, że jedyną rzeczą, która decyduje o jego losie jest on sam. Stworzenie RM zajęło mu około 4-5 miesięcy, pracował nad nim pomiędzy aktywnościami związanymi z BTS. W następnym roku RM ponownie odniósł się do swojego mixtape'a mówiąc, że w dużej mierze pisał o negatywnych emocjach, które wtedy w sobie nosił, takie jak złość i gniew, ale zaznaczył, że piosenki nie są „w 100% pod jego zwierzchnictwem” i że czuje, iż wiele części jego mixtape'u było „niedojrzałych”. Dodał również, że ma nadzieję, iż jego następny mixtape będzie czymś, nad czym pracować będzie wyłącznie on sam. Po mixtape'ie, w kwietniu tamtego roku, RM wystąpił wraz z Kwon Jin-ah w „U” Primary’ego. W sierpniu tamtego roku RM współpracował z Marvelem przy ścieżce dźwiękowej do Fantastycznej Czwórki, wydając cyfrowy singiel „Fantastic” z Mandy Ventrice przez Melon, Genie, Naver Music i inne strony muzyczne. W sierpniu 2016 r. duet Homme wydał singiel zatytułowany „Dilemma”, którego współtwórcami byli RM i Bang Si-hyuk.

### Od 2017: Drugi mixtapeMonoi dalsze współprace
W marcu 2017 r. RM współpracował z amerykańskim raperem Wale’em pracując nad specjalnym utworem „Change”, wydanym do bezpłatnego pobrania cyfrowego wraz z towarzyszącym mu teledyskiem nakręconym około dwa tygodnie przed premierą utworu. Raperzy po raz pierwszy nawiązali kontakt na Twitterze, gdzie to Wale skontaktował się z RM w 2016 roku, zauważywszy swój utwór „Illest Bitch” w wykonaniu RM. RM zdecydował się na temat „Change”, mówiąc, że chociaż obaj raperzy skrajnie się od siebie różnią, to łączy ich to, że zarówno Ameryka, jak i Korea mają swoje własne polityczne i społeczne problemy, i obaj pragną, aby świat stał się lepszym miejscem. Miesiąc później RM wystąpił w utworze „Gajah” z Gaeko z Dynamic Duo. Tamtego grudnia RM współpracował przy remiksie piosenki Fall Out Boy „Champion”. Utwór uplasował się na 18. miejscu na liście Billboard Bubbling Under Hot 100 Singles i pomógł RM osiągnąć 46. miejsce na liście Emerging Artists w tygodniu rozpoczynającym się 8 stycznia 2018 roku. 27 grudnia RM przeszedł do historii jako pierwszy artysta k-popowy, który znalazł się na liście Rock Digital Songs, zajmując drugie miejsce.
W październiku 2018 r. RM wydał swój drugi mixtape Mono, który raper nazywał „playlistą”. Stał się pierwszym koreańskim artystą, który zajął pierwsze miejsce na liście Emerging Artists w Stanach Zjednoczonych dzięki tej playliście. Playlista została dobrze przyjęta przez krytyków, a RM obnażył swoje głębokie poczucie niepewności w utworach takich jak „Tokyo” i „Seoul” ”. Utwór „Seoul” został wyprodukowany przez brytyjski duet electropop Honne. Honne po raz pierwszy dowiedzieli się o RM, gdy zobaczyli, jak poleca ich muzykę na Twitterze, a ostatecznie spotkali się w Seulu po jednym z ich koncertów. Spowodowało to, że Honne chcieli nawiązać współprace z raperem. W listopadzie tego samego roku RM współpracował również z Tigerem JK przy swoim ostatnim albumie jako Drunken Tiger, zanim zrezygnował z tego tytułu, w utworze „Timeless”. Tiger JK początkowo spodziewał się, że teksty RM będą zawierały pochwały samego siebie, co było wówczas trendem w rapie, ale RM napisał taki tekst, aby przedstawić historyczne znaczenie imienia Drunken Tiger.
25 marca 2019 r. Honne ogłosili, że RM pojawi się w remake'u piosenki „Crying Over You” z piosenkarką BEKĄ, który został wydany 27 marca. Oryginalnie Honne wypuścili „Crying Over You” w 2018 r., tylko z BEKĄ. Piosenka miała ukazać się w styczniu 2019 roku, ale została przełożona z powodu „nieprzewidzianych okoliczności”. Chińska piosenkarka Bibi Zhou została dodana do chińskiego wydania, występując z RM i zastępując BEKĘ. Tego samego dnia Big Hit Entertainment wypuściło piosenkę „Persona” jako zwiastun do albumu BTS Map of the Soul: Persona, wykonanej solowo przez RM. Persona zadebiutowała na 17. miejscu na liście Billboard Youtube Song. Trzy miesiące później, 24 lipca 2019 r., RM pojawił się w czwartym oficjalnym remiksie Lil Nas X „Seoul Town Road”, „nasycając... swoją anglojęzyczną zwrotkę zaskakująco dobrym, południowym brzmieniem”. 29 grudnia zostało ogłoszone, że RM pojawi się w utworze Younhy „Winter Flower”, który ukazał się 6 stycznia 2020 roku.
30 kwietnia 2021 wystąpił gościnnie w piosence eAeon'a "Don't(그러지 마)". 7 czerwca nieoficjalnie opublikował utwór "Bicycle" na SoundCloud jako prezent dla fanów jako część celebracji 2021 BTS Festa, a 29 listopada następnego roku piosenka pojawiła się oficjalnie na platformach muzycznych.

### Od 2022: Debiutancki albumIndigo
10 listopada 2022 roku CEO Jiwon Park ujawnił, że RM będzie trzecim członkiem BTS, który wyda solowy projekt, czyli debiutancki album. Następnie RM wstawił stories na Instagramie, w których ujawnił nazwę albumu i datę wydania (Indigo, 2 grudnia 2022). Zdradził również, że nad albumem pracował od 2019. Preorder albumu zaczął się 15 listopada. 24 listopada wytwórnia RM, Big Hit Entertainment, ujawniła tracklistę albumu. Dziewiąty track albumu, "Wild Flower", który jest kolaboracją z Youjeen, został ogłoszony jako główny singiel albumu 25 listopada. Pełny teledysk piosenki został opublikowany wraz z wydaniem albumu. Singiel zadebiutował na 83 pozycji Billboard Hot 100. Piosenka również znalazła się na 14 miejscu najlepszych k-popowych piosenek 2022 roku według magazynu Dazed. Album został dobrze przyjęty przez krytyków. 6 grudnia ukazał się teledysk do kolejnego utworu z Indigo, "Still Life" w kolaboracji z Andersonem Paak.
Dodatkowo we wrześniu tego samego roku RM pojawił się gościnnie w utworze grupy Balming Tiger "Sexy Nukim".

### 2023: Współprace
14 marca 2023 na YouTube ukazał się teledysk do piosenki "Smoke Sprite" od So!YoON, członkini zespołu indie SE SO NEON, na której RM gościnnie wystąpił. W maju Colde ogłosił, że RM pojawi się na jego piosence "Don't ever say love me", do której teledysk ukazał się 29 maja.

## Wpływ i wizerunek publiczny
W wywiadzie dla magazynu Hiphopplaya, RM otrzymał pochwałę od Warrena G, który stwierdził: „Jeśli skomentuję z punktu widzenia artysty i producenta, RM jest jednym z najlepszych raperów jakich znam. Sposób, w jaki rapuje, jest wybitny.”. W programie 4things show, Tiger JK z MFBTY stwierdził, że RM zmienił jego opinię o idolach. W lipcu 2016 roku ukazała się dwuczęściowa seria książek pt. HipHopHada, w której zostały opisane historie życia 42 koreańskich artystów hip-hopowych, w tym Rap Monstera. W 2017 r. został wymieniony na liście dziesięciu godnych uwagi koreańskich raperów w amerykańskim magazynie hip-hopowym XXL, gdzie autor artykułu, Peter A. Berry, stwierdził, że „Rap Monster rzadko zawodzi sprostając swojemu pseudonimowi”. RM został opisany przez Berry’ego jako „jeden z najbardziej zręcznych raperów, zdolny do bezproblemowego przełączania stylu, jakby ślizgał się po różnorodnych instrumentalnych partiach”. Crystal Tai z South China Morning Post napisała, że RM „otrzymał wiele pochwał za swój naturalny flow i teksty”. W ankiecie przeprowadzonej przez Gallup Korea, RM zajął 12. miejsce na liście najbardziej preferowanych idoli 2018 roku. W 2019 r. zajął 11 miejsce.
W 2018 roku, wraz z pozostałymi członkami zespołu, został nagrodzony przez prezydenta Korei Południowej Orderem Zasługi Kulturalnej piątej klasy za szerzenie hallyu i przyczynianie się do rozwoju kultury popularnej i sztuki. W styczniu 2020 roku awansował na pełnoprawnego członka Korea Music Copyright Association (KOMCA). W grudniu 2020 roku Koreańska Rada Sztuki przyznała mu tytuł jednego ze swoich dziesięciu Patronów Sztuki 2020 roku, w dowód uznania jego darowizny w wysokości 100 milionów koreańskich wonów na rzecz Narodowego Muzeum Sztuki Nowoczesnej i Współczesnej, na drukowanie i dystrybucję rzadkich książek o sztuce, w szkołach i bibliotekach na obszarach wiejskich i górzystych. W 2021 roku RM anonimowo przekazał donację na konserwację i restaurację koreańskich artefaktów poza granicami kraju, która została opublikowana po tym, gdy artysta w 2022 drugi rok z rzędu przekazał 100 milionów wonów na te same cele. W 2023 został ambasadorem ds. publicznych relacji Ministerstwa Obrony Narodowej Korei Południowej, a we wrześniu zostało ogłoszone, że RM dokonał kolejnej donacji wysokości 100 wonów na rzecz Korean Society of Legal Medicine, na badania akademickie i ulepszenie systemu medycyny sądowej. Towarzystwo planuje uhonorować RM tablicą uznania i nadać mu członkostwo honorowe.

## Dyskografia

### Albumy studyjne
| Rok  | Dane dot. albumu                                                                                             | Najwyższa pozycja | Najwyższa pozycja | Najwyższa pozycja | Najwyższa pozycja | Najwyższa pozycja | Najwyższa pozycja | Najwyższa pozycja | Najwyższa pozycja | Najwyższa pozycja | Najwyższa pozycja | Sprzedaż                                    |
| Rok  | Dane dot. albumu                                                                                             | KOR (Circle)      | AUS               | CAN               | JPN (Oricon)      | NLD               | NZ                | SWE               | UK                | US                | US World          | Sprzedaż                                    |
| ---- | --- | ----------------- | ----------------- | ----------------- | ----------------- | ----------------- | ----------------- | ----------------- | ----------------- | ----------------- | ----------------- | ------------------------------------------- |
| 2022 | Indigo - Wydany: 2 grudnia 2022 - Wytwórnia: Big Hit Entertainment - Format: CD, digital download, streaming | 2                 | 26                | 19                | 4                 | 67                | 12                | 55                | 45                | 3                 | 1                 | - KOR: 749 363+ - JPN: 28 621 - USA: 93 500 |

### Mixtape
| Rok                                            | Dane dot. albumu                                                                                              | Najwyższa pozycja | Najwyższa pozycja | Najwyższa pozycja | Najwyższa pozycja | Najwyższa pozycja | Najwyższa pozycja | Najwyższa pozycja | Najwyższa pozycja | Najwyższa pozycja |
| Rok                                            | Dane dot. albumu                                                                                              | AUS               | CAN               | IRE               | ITA               | NLD               | NOR               | SWE               | UK Down.          | US                |
| ---------------------------------------------- | --- | ----------------- | ----------------- | ----------------- | ----------------- | ----------------- | ----------------- | ----------------- | ----------------- | ----------------- |
| 2015                                           | RM - Wydany: 20 marca 2015 - Wytwórnia: Big Hit Entertainment - Format: Streaming, digital download           | –                 | –                 | –                 | –                 | –                 | –                 | –                 | –                 | –                 |
| 2018                                           | mono. - Wydany: 23 października 2018 - Wytwórnia: Big Hit Entertainment - Format: Streaming, digital download | 36                | 22                | 37                | 51                | 29                | 17                | 28                | 2                 | 26                |
| "–" oznacza, że wydawnictwo nie było notowane. | |                   |                   |                   |                   |                   |                   |                   |                   |                   |

### Single
| Rok  | Tytuł                        | Artyści                                                         | Album                 |
| ---- | ---------------------------- | --------------------------------------------------------------- | --------------------- |
| 2015 | „BuckuBucku” (kor. 부끄부끄) | MFBTY feat. EE, Rap Monster & Dino-J                            | WondaLand             |
| 2015 | "ProMeTheUs"                 | Yankie feat. Dok2, Juvie Train, Double K, Topbob, Don Mills, RM | Andre                 |
| 2015 | „U”                          | Primary feat. Kwon Jin-ah & Rap Monster                         | 2                     |
| 2015 | "Fantastic"                  | RM feat. Mandy Ventrice                                         | Fantastic Four (2015) |
| 2017 | „Gajah” (kor. 코끼리)        | Gaeko feat. Rap Monster                                         | –                     |
| 2017 | „Change”                     | RM, Wale                                                        | –                     |
| 2017 | „Champion (Remix)”           | Fall Out Boy feat. RM                                           | Mania                 |
| 2017 | „Always”                     | RM                                                              | –                     |
| 2017 | „4 O’Clock”                  | RM, V                                                           | –                     |
| 2018 | „Ddaeng” (땡 (Ddaeng))       | RM, Suga, J-Hope                                                | –                     |